# (4280) Simonenko
(4280) Simonenko (1985 PF2) – planetoida z pasa głównego asteroid okrążająca Słońce w ciągu 3,67 lat w średniej odległości 2,38 j.a. Odkryta 13 sierpnia 1985 roku.